# Rezerwat przyrody Taboły
Rezerwat przyrody „Taboły” – leśny rezerwat przyrody położony na terenie gminy Czarna Białostocka w województwie podlaskim. Leży w granicach Parku Krajobrazowego Puszczy Knyszyńskiej.
Rezerwat powołany został rozporządzeniem nr 27/99 Wojewody Podlaskiego z 10 sierpnia 1999 roku (Dz. Urz. Woj. Podl. Nr 26, poz. 410).
Celem ochrony rezerwatu jest zachowanie boru świerkowego torfowcowego oraz lasu brzozowo-sosnowego z licznymi gatunkami roślin rzadkich i chronionych. Rezerwat położony jest w północnej części Puszczy Knyszyńskiej.

## Walory przyrodnicze
- 200 gatunków roślin naczyniowych, w tym 7 gatunków podlegających ścisłej ochronie: storczyk plamisty (Dactylorhiza maculata), podkolan biały (Platanthera biofolia), listera sercowata (Listera cordata), wawrzynek wilczełyko (Daphne mezereum), widłak jałowcowaty (Lycopodium annotinum), turzyca strunowa (Carex chordorrhiza), bagno zwyczajne (Ledum palustre)
- ok. 40 gatunków mszaków
- las mieszany torfowcowy Betulo pubescentis-Piceetum (środkowa część rezerwatu)
- bór świerkowy torfowcowy Sphagno girgensohnii-Piceetum
- sosnowo-brzozowy las bagienny Thelypteridi-Betuletum pubescentis
- grąd Tilio-Carpinetum betuli